# Association des anciens élèves et diplômés de l'École polytechnique
Pour les articles homonymes, voir AX.
L’Association des anciens élèves et diplômés de l'École polytechnique (AX) est une association régie par la loi de 1901 regroupant les anciens élèves de l’École polytechnique.

## Histoire
La première association d'anciens élèves fut fondée en 1865, 71 ans après la création de l'École par la Convention en 1794. Elle prit alors le nom de « Société amicale de secours des anciens élèves de l'École polytechnique » (S.A.S.), et reconnue d'utilité publique par décret impérial du 22 septembre 1867. L'association fut dissoute par l'occupant allemand pendant la Seconde Guerre mondiale par l'ordonnance du 24 janvier 1942 et opéra clandestinement jusqu'au 1er septembre 1944, avant d'être rétablie. Le but de la SAS était de « venir en aide aux camarades malheureux et à leurs familles », l'association prenait ainsi le relais du bureau de bienfaisance de la Caisse des élèves créé en 1806. La SAS était l'éditeur du Bulletin de la S.A.S., qui fut publié d'octobre 1927 à décembre 1939.
En 1908 fut créée une seconde association, la « Société des amis de l'École polytechnique » (S.A.X.), avec pour objet de promouvoir « tout ce qui pouvait contribuer à la prospérité de l'École et à son maintien à la tête du haut enseignement scientifique », alors que le but de la S.A.S était la bienfaisance. La SAX fut reconnue d'utilité publique le 26 juin 1911. L'association publia un périodique, le Bulletin de la S.A.X, d'avril 1909 à octobre 1945.
L'« Association des anciens élèves de l'École polytechnique » (AX) fut fondée le 26 mai 1945, son rôle étant de coordonner la SAS et la SAX. Son président et son vice-président étaient alternativement les présidents des deux sociétés fondatrices. Le Bulletin de l'A.X. fut publié de  janvier 1946 à mars 1958. En 1963 la SAS et la SAX disparurent pour former l'AX.
L'association des anciens élèves est dénommée « Association des anciens élèves et diplômés de l'École polytechnique – AX » depuis le 30 septembre 2008.

## Objectifs
Ses objectifs sont définis par ses statuts :  
- assurer la liaison entre les anciens élèves de toutes les promotions, et donc de tous les âges, développer entre eux l'amitié et la solidarité, venir en aide aux élèves et anciens élèves dans le besoin, ainsi qu'à leurs familles ;
- représenter à l'extérieur la communauté polytechnicienne, notamment auprès des instances politiques et administratives, des médias, etc. ;
- aider l’École à atteindre ses objectifs en matière de haut enseignement scientifique et, depuis quelques années, de développement vers l'international[5].

Selon l'article 1er des statuts, l’association s’interdit toute prise de position sur des questions de nature politique ou religieuse. 
Chaque année, conjointement avec des élèves, l’AX organise le Bal de l'X, qui a généralement lieu à l'opéra Garnier, à Paris, et dont les bénéfices sont reversés à la Caisse de Solidarité de l'association.

## La Jaune et la Rouge
L'AX est, depuis janvier 1948, l'éditeur de la revue mensuelle de la communauté polytechnicienne, La Jaune et la Rouge, dont le titre fait référence aux couleurs historiques des promotions de l'École.

## Présidents
- Jean Majorelle (1963-1967) ;
- Georges Fleury (1967-1970) ;
- Pierre Couture (1970-1971) ;
- Bernard Villers (1971-1973) ;
- Jean Gautier (1973-1974) ;
- André Decelle (1974) ;
- Pierre Loygue (1974-1975) ;
- Bernard Cazelles (1975-1982) ;
- Jacques Bouttes (1982-1986) ;
- Henri Martre (1986-1990) ;
- Bernard Pache (1990-1994) ;
- Marcel Roulet (1994-1998) ;
- François Ailleret (1998-2002) ;
- Pierre-Henri Gourgeon (2002-2006) ;
- Daniel Dewavrin (2006-2010) ;
- Christian Gerondeau (2010-2011) ;
- Laurent Billès-Garabédian (2011-2015) ;
- Bruno Angles (2015-2019)[7] ;
- Marwan Lahoud (2019-2023) ;
- Loïc Rocard[8],[9] (depuis 2023).